# Qimarnuffik
Qimarnuffik [qiˈmɑˌnːufːik] (nach alter Rechtschreibung K'imarnugfik) ist eine wüst gefallene grönländische Schäfersiedlung im Distrikt Narsaq in der Kommune Kujalleq.

## Lage
Qimarnuffik ist die erste der Schäfersiedlungen zwischen Qassiarsuk und Narsarsuaq von ersterem aus gesehen. Sie liegt an der Westküste des Tunulliarfik. Bis nach Qassiarsuk sind es fünf Kilometer nach Süden, während Narsarsuaq sechs Kilometer südöstlich auf der anderen Fjordseite liegt. Die nächstgelegene Schäfersiedlung nach Norden ist Qorlortoq.

## Bevölkerungsentwicklung
Qimarnuffik war eine sehr kurzlebige Schäfersiedlung, in der nur für 2008, 2009 und 2012 ein Bewohner gezählt wurde. Seit 2013 werden die Einwohnerzahlen für Schäfersiedlungen nicht mehr einzeln erfasst.